# Julius Döhle
Julius Döhle (* 13. Oktober 1855 in Eschwege; † 26. Dezember 1913 ebenda) war Abgeordneter des Provinziallandtages der preußischen Provinz Hessen-Nassau.

## Leben
Julius Döhle war der Sohn des Lederfabrikanten Georg Christoph Döhle und dessen Gemahlin Julie Pfeifer. Er hatte den Beruf des Lohgerbers erlernt und betätigte sich politisch. Seine nahezu einstimmige Wahl zum Abgeordneten des Kurhessischen Kommunallandtags des preußischen Regierungsbezirks Kassel fiel auf den 13. Dezember 1913. Er kam für den verstorbenen Abgeordneten Heinrich Burghardt Vocke in das Parlament, aus dessen Mitte er das Mandat für den Provinziallandtag der Provinz Hessen-Nassau erhielt. Er verstarb am 26. Dezember 1913, dreizehn Tage nach seiner Wahl. Sein Nachfolger wurde Gustav Franz Viktor Brill.